# Ghindăoani
Ghindăoani est une commune roumaine du județ de Neamț, dans la région historique de Moldavie et dans la région de développement du Nord-Est.

## Géographie
La commune de Ghindăoani est située au nord du județ, sur la rive gauche de la rivière Cracău, dans les collines du piémont des Carpates orientales, à 14 km au sud de Târgu Neamț et à 30 km au nord de Piatra Neamț, le chef-lieu du județ.
La municipalité est composée d'un seul village (population en 1992) :
- Ghindăoani (2 510).

## Histoire
La première mention écrite du village date de 1395.
Le village, qui faisait partie de la commune de Bălțătești depuis 1968 s'en est détaché en 2003 pour former une commune autonome.

## Politique
| Période                                  | Période  | Identité       | Étiquette      | Qualité |
| ---------------------------------------- | -------- | -------------- | -------------- | ------- |
| Les données manquantes sont à compléter. |          |                |                |         |
| 2004                                     | 2016     | Iuliu Savin    | PSD, puis UNPR |         |
| 2016                                     | En cours | Gheorghe Manea | PNL            |         |

| Parti | Parti                                                 | Sièges |
| ----- | ----------------------------------------------------- | ------ |
|       | Parti social-démocrate (PSD)                          | 4      |
|       | Parti national libéral (PNL)                          | 5      |
|       | Union nationale pour le progrès de la Roumanie (UNPR) | 1      |
|       | Parti Mouvement populaire (PMP)                       | 1      |

## Démographie
On comptait en 2002 1 086 ménages et 952 logements.
| 1992  | 2002  | 2007  |
| ----- | ----- | ----- |
| 2 510 | 2 261 | 2 183 |

## Économie
L'économie de la commune repose sur l'élevage et l'agriculture : maïs, pomme de terre, plantes fourragères (luzerne, trèfle), vergers (pommiers, poiriers, cerisiers).

## Communications

### Routes
Ghindăoani se trouve sur la route nationale DN15C Piatra Neamț-Târgu Neamț.

## Lieux et monuments
- Ghindăoani, église en bois St-Nicolas (Sf. Nicolae) du XVIIIe siècle.

## Personnages
- Vasile Conta (1845-1882), philosophe, écrivain et homme politique roumain né à Ghindăoani.